# Michiko Noda
Michiko Noda (20 de enero de 1950, Nagasaki), pintora figurativa, es especialista y copista de El Greco.
Licenciada en filosofía por la Universidad de Chūō de Tokio (especialidad en autores griegos, que luego influiría en su obra), pasó a estudiar pintura y sus técnicas en Tokio y Nagasaki
Desde el 17 de noviembre de 1975, ha dedicado su vida al estudio y la devoción al Greco, creando innumerables copias de la obra de ese autor que se encuentran en el Museo del Prado. Perfeccionista enfermiza, ultima los detalles hasta la saciedad.
Michiko Noda ha recreado el espacio manierista del Greco.
Ha expuesto individualmente en el Museo de Bellas Artes Provincial de Nagasaki, y en numerosas galería de arte de Tokio, Nagasaki y Madrid entre otras ciudades.